# Hawthorn Woods
Hawthorn Woods es una villa ubicada en el condado de Lake en el estado estadounidense de Illinois. En el Censo de 2010 tenía una población de 7663 habitantes y una densidad poblacional de 373,48 personas por km².

## Geografía
Hawthorn Woods se encuentra ubicada en las coordenadas 42°14′39″N 88°3′57″O / 42.24417, -88.06583. Según la Oficina del Censo de los Estados Unidos, Hawthorn Woods tiene una superficie total de 20.52 km², de la cual 19.96 km² corresponden a tierra firme y (2.73%) 0.56 km² es agua.

## Demografía
Según el censo de 2010, había 7663 personas residiendo en Hawthorn Woods. La densidad de población era de 373,48 hab./km². De los 7663 habitantes, Hawthorn Woods estaba compuesto por el 89.39% blancos, el 1.4% eran afroamericanos, el 0.13% eran amerindios, el 6.66% eran asiáticos, el 0.01% eran isleños del Pacífico, el 0.6% eran de otras razas y el 1.81% pertenecían a dos o más razas. Del total de la población el 3.76% eran hispanos o latinos de cualquier raza.